# شاهين دينييف
شاهين دينييف (بالأذرية: Şahin Diniyev)‏ هو لاعب كرة قدم ومدرب كرة قدم أذربيجاني في مركز الوسط، ولد في 12 يوليو 1966 في بيلقان في أذربيجان. شارك مع منتخب أذربيجان لكرة القدم. أما مع النوادي، فقد لعب مع زمبرو تشيسيناو ونادي أحمد غروزني ونادي باكو ونادي كاباز ونادي نيفتشي باكو.

## وصلات خارجية
- شاهين دينييف على موقع قاعدة بيانات كرة القدم.إي يو (الإنجليزية)
- شاهين دينييف على موقع ناشيونال فوتبول تيمز (الإنجليزية)